# Overwoekerend mosdiertje
Het overwoekerend mosdiertje (Alcyonidium parasiticum) is een mosdiertjessoort uit de familie van de Alcyonidiidae. De wetenschappelijke naam van de soort is, als Alcyonium parasiticum, voor het eerst geldig gepubliceerd in 1828 door Fleming.